# Щедровское сельское поселение
Щедровское сельское поселение — муниципальное образование в Чертковском районе Ростовской области.
Административный центр поселения — село Щедровка.

## Административное устройство
В состав Щедровского сельского поселения входят:
- село Щедровка;
- слобода Анно-Ребриковская;
- хутор Бакай;
- хутор Кадамов;
- хутор Новостепановский.

## Население
| 2010  | 2012  | 2013  | 2014  | 2015  | 2016  | 2017  |
| ----- | ----- | ----- | ----- | ----- | ----- | ----- |
| 1992  | ↘1944 | ↘1934 | ↘1895 | ↘1880 | ↘1850 | ↘1798 |
| 2018  | 2019  | 2020  | 2021  |       |       |       |
| ↘1762 | ↘1734 | ↘1727 | ↘1697 |       |       |       |